# Università della Cantabria
L'Università della Cantabria (in spagnolo Universidad de Cantabria, in sigla UC) è un'università pubblica situata nella comunità autonoma della Cantabria, in Spagna. 

## Storia
L'istituzione nacque come tale il 18 agosto 1972 per decreto del Consiglio dei ministri con il nome di Universidad de Santander. Tredici anni dopo divenne l'Universidad de Cantabria. 
Prima di questa data esistevano diverse scuole indipendenti che in seguito sarebbero divenute parti integranti dell'Università.
Ha due sedi, una si trova a Santander e l'altra a Torrelavega. Il numero di studenti si aggira attorno alle 12.000 unità.